# Francisco Luís Ameno
Francisco Luís Ameno (Argozelo, 16 de março de 1713 — Lisboa, 1793) foi um intelectual português de ascendência judaica que se destacou como escritor, tradutor e, principalmente, como impressor e editor. Estabeleceu em Lisboa uma oficina tipográfica, que chegou a ser uma das melhores de Lisboa, e nela se estampou mais de três centenas de obras durante cerca de cinquenta anos atividade. Nascida Francisco Luís, adoptou o apelido «Ameno», de inspiração arcádica, que utilizou durante toda a sua vida. Assinou a maior parte da sua obra, incluindo as traduções, com recurso a pseudónimos, nomeadamente D. Leonor Thomasia de Sousa e Silva, Fernando Lucas Alvim, Lucas Moniz Cerafino e Nicolau Francez Siom.

## Biografia
Nasceu em Argozelo, então no concelho de Miranda do Douro, filho de António Portuguez e de Isabel Luís, sendo registado no baptismo como Francisco Luís, que é também o nome com que figura nos boletins de matrícula. «Ameno» foi um nome adoptado e acrescentado mais tarde, provavelmente derivado do nome poético Ameno, um emblema arcádico frequente entre os seus contemporâneos. Contudo, foi uma síntese incomum, em que misturou o nome civil com o nome poético.
Sendo Argozelo uma povoação da comarca de Miranda do Douro, província de Trás-os-Montes, frequentou a aula de latinidade do Dr. Simão Preto, cónego da Sé de Miranda e frequentou os estudos preparatórios. Com 14 anos de idade partiu para Coimbra, onde se matriculou a 26 de novembro de 1727 em Instituta e em 1 de outubro de 1728 na Faculdade de Direito Canónico, com o nome de Francisco Luís, conforme consta dos respectivos registos.
A sua passagem por Coimbra foi contudo curta, pois interrompeu logo os estudos para não mais os continuar. As causas do abandono da Universidade de Coimbra são desconhecidas. Referindo-se ao assunto, Barbosa Machado apenas afirma que foi «obrigado a largar os estudos, passou a Lisboa», enquanto Inocêncio Francisco da Silva apenas refere que lhe sobrevieram «obstáculos que o impediram de continuar». Fica por saber se foram meras razões de índole económica, já que não se conhecem meios de fortuna na família, ou se seriam razões ligadas à sua reconhecida ascendência judaica. Não existem, contudo, documentos que comprovem perseguição por parte da Santa Inquisição, já que o «seu nome não figura nos índices da Inquisição, nem em qualquer dos Autos de Coimbra ou Lisboa realizados nesses anos mais próximos do seu afastamento da Universidade».
Abandonados os estudos universitários, fixou-se em Lisboa, onde exerceu, desde o início da década de 1730, a função de professor particular e depois instruindo em aula pública meninos e alguns fidalgos da primeira nobreza, fornecendo-lhes os pré-requisitos necessários para a progressão nos seus estudos. Neste período seguiu um percurso de intenso autodidactismo, que lhe granjeou um universo de saber e de erudição que se repercute nas suas obras, com destaque para as dedicadas à instrução, como é o exemplo da sua obra intitulada Escola Nova Cristã e Política e as de carácter metalinguístico, como o seus Dicionário Exegético.
Contudo, não se conhecem informações que permitam clarificar o seu súbito desaparecimento de Coimbra e o trajecto nos anos sequentes, pois apenas em 1754 surgem notícias que o mostram já estabelecido como impressor, com oficina tipográfica no centro de Lisboa. Contudo, sabe-se que pelo menos a partir de 1745 teve oficina tipográfica, que era também loja de livros. Escrevendo em 1759, quando Ameno já era um impressor e editor reputado, Barbosa Machado informa que «Foi sempre muito aplicado às letras, incitando-lhe estas a curiosidade de ajuntar uma especial colecção de livros, principalmente dos pertencentes ao seu magistério, e à nobilíssima arte de imprimir, que hoje exercita, sendo presentemente a sua Oficina uma das melhores, que existem no Reino, por se achar fornecida de excelentes caracteres.»
Coincidindo com um período de protecção régia à difusão da tipografia em Portugal, visando fomentar a edição local de livros, com a proibição de importar livros estrangeiros, a sua oficina tipográfica, que por concessão da Patriarcal de Lisboa se passou a designar por Officina Patriarchal de Francisco Luiz Ameno, afirmou-se como uma das melhores de Lisboa e nela se imprimiram obras durante cerca de cinquenta anos. Também obteve concessão régia de D. João V que decretava, durante um período de dez anos, exclusividade para imprimir dois tomos de comédias portuguesas sob a designação de Teatro Cómico Português. Foi notável o número de obras que saíram dos seus prelos, abrangendo, entre outras, áreas tão distintas como a Teologia, a Poética, a Filosofia, o Teatro e obras de carácter didáctico, linguístico e metalinguístico. Estão recenseados 332 títulos publicados com a sua chancela entre 1746 até 1793, embora neste número se incluindo desde folhetos de curta extensão a volumes in folio de setecentas páginas.
Para além da sua actividade como impressor também se dedicou à escrita e à tradução para português de obras editadas em espanhol, italiano e francês. Quer na sua produção próprias, quer nas traduções, assinou maioritariamente com recurso a pseudónimos, com destaque para o de D. Leonor Thomasia de Sousa e Silva, nome com que assinou os seus manuais escolares, ou seja as obras pedagógicas destinadas a serem utilizadas no ensino da ortografia, da religião e da gramática aos mininos.
Assinou as suas traduções com o pseudónimo de Fernando Lucas Alvim, um anagrama do seu nome. Numa recolha bibliográfica de traduções estão-lhe atibuídas 19 traduções, embora se saiba que saíram dos seus prelos pelo menos 62 obras traduzidas, sobretudo do italiano (essencialmente textos de teatro de apologética cristã e de música) e do francês (textos de teatro e obras de actualidade e de informação técnica). Merecem particular destaque as suas traduções das obras de Pietro Metastasio.
Deixou publicadas algumas dezenas de obras da sua autoria, com destaque para as obras de carácter pedagógico. Faleceu com 80 anos de idade em 1793.